# Mobile Suit Gundam Thunderbolt
Mobile Suit Gundam Thunderbolt (機動戦士ガンダム サンダーボルト?, Kidō senshi Gandamu Sandāboruto) è un manga scritto e illustrato da Yasuo Ōtagaki. Fa parte del franchise di Gundam e si colloca nella linea temporale del Universal Century durante e dopo gli eventi di Mobile Suit Gundam. L'opera è pubblicata dal 23 marzo 2012 sulla rivista Big Comic Superior di Shogakukan.
Un adattamento original net anime è stato prodotto da Sunrise e distribuito dal 25 dicembre 2015 al 14 luglio 2017 per un totale di otto episodi divisi in due stagioni.

## Trama
Durante la guerra di un anno, nell'anno U.C. 0079, la Confraternita di Muala della Federazione Terrestre e la divisione Living Dead del Principato di Zeon si affrontano in una feroce battaglia nel Settore Thunderbolt, una regione strategica inondata dai detriti e flagellata da potenti scariche elettriche. La storia segue il soldato della Federazione Io Fleming nel suo scontro con il miglior cecchino di Zeon, Daryl Lorenz.

## Media

### Manga
Nel novembre 2011, Yasuo Ōtagaki ha interrotto la pubblicazione del manga Moonlight Mile per dedicarsi a una serie su Gundam La serializzazione di Mobile Suit Gundam Thunderbolt è poi iniziata il 23 marzo 2012 sulla rivista Big Comic Superior di Shogakukan. Nel giugno 2025 è stato annunciato che il manga si concluderà in otto capitoli.
Un'edizione italiana è pubblicata da Star Comics a partire dal 24 luglio 2014. La traduzione dei testi è curata da Rie Zushi, con l'adattamento di Guglielmo Signora e il lettering curato da Lorenzo Armaroli.

#### Volumi
| 1  | 30 ottobre 2012               | ISBN 978-4-09-184810-9                                                      | 24 luglio 2014    | ISBN 978-88-6920-002-1 |
| 1  | Capitoli - 1º-9º episodio     |                                                                             |                   |                        |
| 2  | 30 maggio 2013                | ISBN 978-4-09-185307-3                                                      | 23 ottobre 2014   | ISBN 978-88-6920-076-2 |
| 2  | Capitoli - 10º-19º episodio   |                                                                             |                   |                        |
| 3  | 28 febbraio 2014              | ISBN 978-4-09-186080-4 (ed. regolare) ISBN 978-4-09-159174-6 (ed. limitata) | 22 gennaio 2015   | ISBN 978-88-6920-176-9 |
| 3  | Capitoli - 20º-28º episodio   |                                                                             |                   |                        |
| 4  | 28 novembre 2014              | ISBN 978-4-09-186718-6                                                      | 24 giugno 2015    | ISBN 978-88-6920-326-8 |
| 4  | Capitoli - 29º-37º episodio   |                                                                             |                   |                        |
| 5  | 25 febbraio 2015              | ISBN 978-4-09-186855-8 (ed. regolare) ISBN 978-4-09-941855-7 (ed. limitata) | 27 gennaio 2016   | ISBN 978-88-6920-652-8 |
| 5  | Capitoli - 38º-43º episodio   |                                                                             |                   |                        |
| 6  | 30 ottobre 2015               | ISBN 978-4-09-187269-2                                                      | 27 luglio 2016    | ISBN 978-88-226-0131-5 |
| 6  | Capitoli - 44º-52º episodio   |                                                                             |                   |                        |
| 7  | 22 dicembre 2015              | ISBN 978-4-09-187538-9 (ed. regolare) ISBN 978-4-09-941865-6 (ed. limitata) | 23 novembre 2016  | ISBN 978-88-226-0377-7 |
| 7  | Capitoli - 53º-61º episodio   |                                                                             |                   |                        |
| 8  | 24 luglio 2016                | ISBN 978-4-09-187705-5                                                      | 22 marzo 2017     | ISBN 978-88-226-0528-3 |
| 8  | Capitoli - 62º-70º episodio   |                                                                             |                   |                        |
| 9  | 27 gennaio 2017               | ISBN 978-4-09-189446-5 (ed. regolare) ISBN 978-4-09-941885-4 (ed. limitata) | 23 agosto 2017    | ISBN 978-88-226-0671-6 |
| 9  | Capitoli - 71º-79º episodio   |                                                                             |                   |                        |
| 10 | 28 agosto 2017                | ISBN 978-4-09-189634-6 (ed. regolare) ISBN 978-4-09-941898-4 (ed. limitata) | 25 luglio 2018    | ISBN 978-88-226-1065-2 |
| 10 | Capitoli - 80º-88º episodio   |                                                                             |                   |                        |
| 11 | 26 febbraio 2018              | ISBN 978-4-09-189851-7 (ed. regolare) ISBN 978-4-09-943007-8 (ed. limitata) | 22 maggio 2019    | ISBN 978-88-226-1418-6 |
| 11 | Capitoli - 89º-97º episodio   |                                                                             |                   |                        |
| 12 | 30 luglio 2018                | ISBN 978-4-09-860092-2                                                      | 24 dicembre 2019  | ISBN 978-88-226-1641-8 |
| 12 | Capitoli - 98º-105º episodio  |                                                                             |                   |                        |
| 13 | 26 aprile 2019                | ISBN 978-4-09-860332-9                                                      | 29 luglio 2020    | ISBN 978-88-226-1884-9 |
| 13 | Capitoli - 106º-114º episodio |                                                                             |                   |                        |
| 14 | 30 agosto 2019                | ISBN 978-4-09-860425-8                                                      | 24 marzo 2021     | ISBN 978-88-226-2166-5 |
| 14 | Capitoli - 115º-123º episodio |                                                                             |                   |                        |
| 15 | 28 febbraio 2020              | ISBN 978-4-09-860585-9                                                      | 22 settembre 2021 | ISBN 978-88-226-2568-7 |
| 15 | Capitoli - 124º-132º episodio |                                                                             |                   |                        |
| 16 | 30 settembre 2020             | ISBN 978-4-09-860739-6                                                      | 23 marzo 2022     | ISBN 978-88-226-3040-7 |
| 16 | Capitoli - 133º-140º episodio |                                                                             |                   |                        |
| 17 | 26 febbraio 2021              | ISBN 978-4-09-861007-5                                                      | 26 ottobre 2022   | ISBN 978-88-226-3481-8 |
| 17 | Capitoli - 141º-148º episodio |                                                                             |                   |                        |
| 18 | 30 settembre 2021             | ISBN 978-4-09-861164-5                                                      | 22 marzo 2023     | ISBN 978-88-226-3919-6 |
| 18 | Capitoli - 149º-157º episodio |                                                                             |                   |                        |
| 19 | 28 febbraio 2022              | ISBN 978-4-09-861284-0                                                      | 19 luglio 2023    | ISBN 978-88-226-4192-2 |
| 19 | Capitoli - 158º-165º episodio |                                                                             |                   |                        |
| 20 | 30 settembre 2022             | ISBN 978-4-09-861449-3 (ed. regolare) ISBN 978-4-09-943118-1 (ed. limitata) | 30 gennaio 2024   | ISBN 978-88-226-4556-2 |
| 20 | Capitoli - 166º-173º episodio |                                                                             |                   |                        |
| 21 | 28 febbraio 2023              | ISBN 978-4-09-861621-3                                                      | 16 luglio 2024    | ISBN 978-88-226-4977-5 |
| 21 | Capitoli - 174º-181º episodio |                                                                             |                   |                        |
| 22 | 30 agosto 2023                | ISBN 978-4-09-862578-9 (ed. regolare) ISBN 978-4-09-943133-4 (ed. limitata) | 26 novembre 2024  | ISBN 978-88-226-5222-5 |
| 22 | Capitoli - 182º-189º episodio |                                                                             |                   |                        |
| 23 | 29 febbraio 2024              | ISBN 978-4-09-862752-3                                                      | 22 aprile 2025    | ISBN 978-88-226-5520-2 |
| 23 | Capitoli - 190º-197º episodio |                                                                             |                   |                        |
| 24 | 30 luglio 2024                | ISBN 978-4-09-863048-6                                                      | —                 | —                      |
| 24 | Capitoli - 199º-205º episodio |                                                                             |                   |                        |
| 25 | 28 febbraio 2025              | ISBN 978-4-09-863373-9                                                      | —                 | —                      |
| 25 | Capitoli - 206º-213º episodio |                                                                             |                   |                        |
| 26 | 29 agosto 2025                | ISBN 978-4-09-863603-7                                                      | —                 | —                      |

### Anime
Un adattamento original net anime di quattro episodi di Mobile Suit Gundam Thunderbolt è stato confermato il 28 ottobre 2015 da Sunrise. La serie, diretta e sceneggiata da Kō Matsuo, con il character design di Hirotoshi Takaya e il mecha design di Morifumi Naka, Seiichi Nakatani e Hajime Katoki, è stata resa disponibile in Giappone dal 25 dicembre 2015 all'8 aprile 2016. Una seconda stagione, sempre di quattro episodi, è stata annunciata da Bandai Visual il 18 novembre 2016 e distribuita dal 24 marzo al 14 luglio 2017.
Dall'ONA sono stati tratti due film anime: Mobile Suit Gundam Thunderbolt: December Sky (機動戦士ガンダム サンダーボルト DECEMBER SKY?, Kidō senshi Gandamu Sandāboruto Dissenbā Sukai), adattamento della prima stagione e proiettato al cinema dal 25 giugno 2016; e Mobile Suit Gundam Thunderbolt: Bandit Flower (機動戦士ガンダム サンダーボルト BANDIT FLOWER?, Kidō senshi Gandamu Sandāboruto Banditto Furawā), che adatta la seconda stagione ed è stato proiettato al cinema dal 18 novembre al 1º dicembre 2017.
L'edizione italiana di Mobile Suit Gundam Thunderbolt: December Sky è stata pubblicata da Dynit per il mercato home video. Successivamente Dynit ha pubblicato anche l'edizione italiana di Mobile Suit Gundam Thunderbolt: Bandit Flower.